# Louis Bazin
Pour les articles homonymes, voir Bazin.
Louis Bazin, né le 29 décembre 1920 à Caen et mort le 2 mars 2011 à Paris 13e, est un orientaliste français, enseignant-chercheur en linguistique spécialisé dans les études turques.

## Biographie
En 1939, il intègre l'École normale supérieure de la rue d'Ulm. Il est agrégé de grammaire trois ans plus tard. En 1942, il commence l'étude du turc sur les conseils du professeur Joseph Vendryes. À sa sortie de l'ENS, en 1943, il devient chargé de recherche au Centre national de la recherche scientifique, tout en poursuivant ses études à l'École nationale des langues orientales vivantes. En avril 1945, le gouvernement français l'envoie à Ankara pour y perfectionner son turc. Il y passe 3 ans et demi avec sa famille.
En 1949, il devient professeur délégué, quand son professeur Jean Deny, prend sa retraite, puis, en 1957, professeur titulaire à l'ENLOV (devenue ensuite Institut national des langues et civilisations orientales). À partir de 1950, il est aussi directeur d'études à l'École pratique des hautes études (IVe section). En 1978, il devient maître de conférences, puis professeur des universités à l'université Paris-III, Sorbonne Nouvelle en 1980.
Parallèlement à ses activités d'enseignement, il est directeur de l’Institut d’études turques de l’Université de Paris, puis de l’Université de Paris III, Sorbonne Nouvelle, entre 1960 et 1989.
Il prend sa retraite en 1990.
Avec Robert Mantran, puis Gilles Veinstein, il est l'un des plus grands turcologues français de la deuxième moitié du XXe siècle.[réf. nécessaire]
Louis Bazin est membre de la Société asiatique (dont il a été vice-président), de la Société de linguistique de Paris, de la Société Ernest-Renan (Paris), de la Société orientaliste hongroise, de la Deutsche Morgenländische Gesellschaft, de l’Union internationale des études orientales et asiatiques (dont il a été trésorier, secrétaire général, puis vice-président), de l’Akademie der Wissenschaften und der Literatur zu Mainz et de l'Académie des inscriptions et belles-lettres (élu le 22 octobre 1993 au fauteuil de Claude Cahen). Il est vice-président de la Societas Uralo-Altaica et président de la section des langues et civilisations orientales du CNRS.

## Hommage
- Mélanges offerts à Louis Bazin par ses disciples, collègues, amis, éd. L'Harmattan, coll. Varia Turcica, 1992

## Publications[3]
- 1950 - Recherches sur les parlers t’o-pa - T’oung Pao (通報)
- 1953 - La déesse-mère chez les Turcs pré-islamiques - Bulletin de la Société Ernest Renan
- 1959 - Structures et tendances communes des langues turques - in Philologiae Turcicae Fundamenta
- 1959 - Le Turkmène, description grammaticale - ibid.
- 1961 - Y a-t-il en turc des alternances vocaliques ? - Ural-Altaische Jahrbücher
- 1964 - La littérature épigraphique turque ancienne - Philologiae Turcicae Fundamenta
- 1964 - Über die Sternkunde in alttürkischer Zeit - Abhandlungen der Mainzer Akademie
- 1965 - Aventures merveilleuses sous terre et ailleurs de Er-Töshtük le géant des steppes, traduction du kirghiz de Pertev Boratav, introduction et notes de Pertev Boratav et Louis Bazin, Gallimard, « Connaissance de l'Orient »
- 1967 - Mirza Fathali Akhoundov : Comédies (traduction annotée)
- 1968, 1987 - (3e ed.) Introduction à l’étude de la langue turque - Librairie d'Amérique et d'Orient - Jean Maisonneuve, succ.
- 1972 - Un manuscrit chinois et turc runiforme de Touen-houang - Turcica
- 1973 - Cinquante ans d’orientalisme en France. « les études turques » - Journal asiatique
- 1974 - Les calendriers turcs anciens et médiévaux - thèse de doctorat
- 1975 - Makhtoumkouli Firaqui : Poèmes de Turkménie - traduction annotée, en collaboration avec Pertev Borarav
- 1976 - Eine Inschrift vom Obern Jenissei - Materialia turcica
- 1985 - La réforme des langues dont «La réforme linguistique en Turquie» (Hambourg, 1985)[4]
- 1989 - L’épigraphie turque ancienne de Haute-Asie (VIIIe-XIe s.) : Résultats et perspectives - CRAI
- 1990 - Où en est le comparatisme turco-mongol ? - Mémoires de la Société de Linguistique de Paris
- 1991 - Les systèmes chronologiques dans le monde turc ancien. -  Bibliotheca orientalis hungarica
- 1991 - Manichéisme et syncrétisme chez les Ouïgours - Turcica
- 1994 - Les Turcs, des mots, des hommes, choix d’articles de Louis Bazin - recueil d’articles édité par Michèle Nicolas et Gilles Veinstein
- 1994 - État des discussions sur la pénétration du bouddhisme en milieu turc - Res Orientales. Hommages à Claude Cahen
- 1995 - Les noms de Dieu et du Prophète dans les premiers textes de la littérature turque islamique (XIe siècle s.) - Mélanges Philippe Gignoux
- 1995 - Un nom turco-mongol du « nombril » et du « clan » - Beläk Bitig. Festschrift G. Doerfer
- 1995 - Qui était Alp Er Tonga, identifié par les Turcs à Afrâsyâb ? - Pand-o-Sokhan. Mélanges offerts à Charles-Henri de Fouchécour
- 1996 - Survivances préislamiques dans l’épigraphie funéraire des Turcs musulmans - İslam Dünyasında Mezarlıklar ve Defin Gelenekleri
- 1998 - Le livre de Dede Korkut, Récit de la Geste oghuz - en collaboration avec Altan Gökalp - L’aube des peuples
- 2000 - (collectif) Louis Bazin (dir.) et & al, De Dunhuang à Istanbul: Hommage à James Russell Hamilton, Turnhout, Brepols Publishers, janvier 2000 (ISBN 978-2-503-51187-0, DOI 10.1484/M.SRS-EB.4.00091, présentation en ligne)

## Décorations
- Officier de la Légion d'honneur[Quand ?]
- Commandeur de l'ordre des Palmes académiques